# 江文敏
江文敏（1481年—1523年），字克學，號狮山，直隸寧國府旌德縣江村人，明朝政治人物，弘治乙丑進士，正德間官至兵備副使。

## 生平
弘治十七年（1504年）甲子科應天府鄉試第一百十八名舉人，二十五年歲中式弘治十八年（1505年）乙丑科會試第一百八十八名，三甲第八名進士。刑部觀政，督饷辽东，回京后授南陽府推官。歷南京刑部貴州司主事，升署員外郎事主事。正德九年（1514年）五月升四川按察司佥事，丁母劉氏艰，服闋，改河南佥事，分巡河北道。正德十六年（1521年）正月累官四川松潘等處糧儲兵備副使。嘉靖二年（1523年）八月以疾卒，昆山顾鼎臣为他作传。入祀鄉賢祠。

## 著作
有《獅山文集》十卷，《续麓堂詩話》四卷，《校五徑七書》二十卷。

## 家族
出身金鰲江氏。曾祖父江義興；祖父江尚智，贈戶部主事。父江漢，成化進士，曾任宝庆知府；前母芮氏（贈安人）；母劉氏（封安人）。慈侍下。從弟江文中。

## 遺跡
安徽江村老街現存父子進士坊，為表彰金鰲江氏四十八代江漢、江溥兄弟及四十九代江文敏而立。